# ريكي غاردينر
ريكي غاردينر (بالإنجليزية: Ricky Gardiner)‏ هو ملحن بريطاني، ولد في 1948 في إدنبرة في المملكة المتحدة.

## وصلات خارجية
- ريكي غاردينر على موقع IMDb (الإنجليزية)
- ريكي غاردينر على موقع ميوزك برينز (الإنجليزية)
- ريكي غاردينر على موقع أول ميوزيك (الإنجليزية)
- ريكي غاردينر على موقع ديسكوغز (الإنجليزية)